# Classicistische romantiek
De term classicistische romantiek of klassiek-romantische periode is een andere benaming voor de vroege romantiek uit de eerste helft van de 19de eeuw: de overgangsperiode van het classicisme naar de romantiek. De term wordt onder andere toegepast in de geschiedenis van de architectuur, beeldende kunst, muziek en orgelbouw.

## Herkomst terminologie
De noties classicisme romantique en romantisme classique werden in de 20ste eeuw uit de 'architectuurgeschiedenis' overgenomen in de andere kunsttakken. De Tsjechisch-Zwistserse architectuurhistoricus Sigfried Giedion (1888-1968) spreekt in 1922 van "romantischer Klassizismus".

## Toepassing in de muziekgeschiedenis
In een muziekhistorische beperkte betekenis heeft classicisme vooral betrekking op de Weense klassieken, van 1780 – ca. 1815, met de persoonlijkheden van Haydn, Mozart en Beethoven te Wenen in hun rijpste stadium. Deze klassieke stijl werd vanaf ca. 1740 voorbereid door de meesters van de preklassiek, zoals de zonen van Bach. Na 1810-1815 loste de Weense klassieke stijl zich op in de vroege romantiek.
De grenzen tussen de klassieke en romantische stijl zijn echter niet scherp. Zo zijn sommige werken van Mozart en zeker Beethoven, vooral de expressieve zijde ervan, in een romantisch licht te plaatsen. Tegelijk zijn ook de werken van Schubert en Weber, die veelal tot de eerste romantische componisten worden gerekend, niet denkbaar zonder de klassieken, zo gebruikten ze veel klassieke technieken en vormen. Dit geldt ook nog voor iets latere componisten zoals Mendelssohn.
Om deze overgangsperiode goed te omschrijven stelden sommige musicologen (onder meer Fr. Blume & Carl Dahlhaus) de term classicistische romantiek voor, zodat duidelijk is dat er kenmerken van beide stijlperioden aanwezig zijn.

## Toepassing in de beeldende kunsten
Ook in de beeldende kunsten wordt de term gebruikt om een stijl aan te duiden die een gulden middenweg bereikt tussen een uitgesproken romantisch gevoel en de beperkingen van de vormcodes van de klassieke kunsttheorie.

## Toepassing in de orgelbouw
De term 'classicistische romantiek' wordt onder meer gebruikt om een 19de-eeuwse overgangsstijl in de orgelbouw aan te duiden, die enerzijds nog aansluit bij de traditie, maar waar eveneens reeds nieuwe elementen uit het grondtonige romantische klankpalet worden ingebracht. De mate waarin traditie en vernieuwing aanwezig zijn kan weleens verschillen van bouwer tot bouwer en van instrument tot instrument. Het is typerend voor de orgelbouw in Vlaanderen en Nederland, waar de symfonische romantiek slechts geleidelijk aan een voorzichtige intrede neemt.
Andere termen die in Vlaanderen ook voor deze stijl van orgels worden gebruikt zijn: 'postrococo' of 'laatrococo', 'classicisme', 'postclassicisme' of 'laatclassicisme', 'vroegromantiek' of het verkeerdelijke 'preromantiek' wat in de muziek duidt op een voorbereidingsfase (ca. 1750-1800) op de romantiek en in de literatuur op een stroming tussen 1740 en 1780.
Orgelbouwers in Vlaanderen die in deze stijl werken zijn onder andere Pieter-Hubertus Anneessens, Pieter-Adam Van Dinter, Arnold Clerinx, Theodoor Smet, Leon Lovaert, Petrus-Joannes Vereecken, Louis-Benoit Hooghuys en de vroege werken van François Bernard Loret en Charles Anneessens.
De romantische orgelbouwers met een meer classicistische instelling onderscheiden zich door hun gevoel voor continuïteit in de evolutie en door hun respect voor de orgelbouwers van vorige generaties.
Als tegenhanger van het 'classicistisch-romantisch' orgel spreekt men in de late 19de eeuw over de grotere 'symfonisch-romantische' of 'orkestraal-romantische' orgels, zoals die van Aristide Cavaillé-Coll in Frankrijk en Pierre Schyven in België.

## Voetnoten
1. ↑  Giedion, Sigfried, "Spätbarocker Und Romantischer Klassizismus. München: F. Brückmann, 1922
2. ↑  Blume (F.), "Klassik", in: MGG, 1958
3. ↑  Dahlhaus (C.), "Klassische und romantische Musikästhetik". Laaber, 1988
4. ↑  Deprez (T.), Prendre le bon où il se trouve. Evariste Carpentier (1845-1922). De eclectische synthese van een juste milieu-schilder. Masterproef tot het behalen van de graad Master in de Kunstwetenschappen; Universiteit Gent, academiejaar 2014-2015, p. 12-20
5. ↑  LOCHNER, Fabian, "Een Limburgs orgelbouwer: Arnold Clerinx (1816-1898)". In: Limburg, jg. 65, afl. 5, sept-okt 1986, p.220